# Zhongchun Lu
Zhongchun Lu (chiń. 中春路站) – stacja początkowa metra w Szanghaju, na linii 9. Zlokalizowana jest pomiędzy stacjami Jiuting i Qibao. Została otwarta 29 grudnia 2007.